# Lateristachys
Genre
Espèces de rang inférieur
Lateristachys est genre de petite plantes vasculaire, appelé lycopode, de la sous-famille des Lycopodielloidées.

## Taxonomie

### Historique
Le genre Lateristachys a été validement publié par le botaniste tchèque Josef Holub en 1983 dans la revue Folia Geobotanica et Phytotaxonomica. Il s’inscrit dans une série de révisions taxonomiques entreprises par Holub dans les années 1970 et 1980, visant à diviser le vaste et hétérogène genre Lycopodium sensu lato. Lateristachys est typé par l’espèce Lycopodium laterale, une espèce australasienne facilement identifiable par ses strobiles latéraux, particularité morphologique à laquelle le nom du genre fait d’ailleurs référence (du latin lateris : côté, et stachys : épi) .
Holub proposait ainsi une délimitation morphologique claire, reposant notamment sur la position des épis sporifères, le port prostré et des caractères de ramification. Dans la publication de 1983, il effectua 17 combinaisons nouvelles dans ce genre, englobant diverses espèces de l’hémisphère sud jusque-là incluses dans Lycopodium.
Malgré cette révision, Lateristachys a longtemps été ignoré ou fusionné avec Lycopodiella dans certaines classifications conservatrices. Ce n’est qu’à partir des années 2000 que des études phylogénétiques ont permis de confirmer la pertinence de la délimitation de Holub. La classification PPG I (2016), établie par un consortium de spécialistes des ptéridophytes, reconnaît formellement Lateristachys comme un genre distinct au sein de la sous-famille Lycopodielloideae, sur la base de son monophylétisme confirmé par des données moléculaires .
Aujourd’hui, le genre est reconnu par plusieurs bases de données botaniques internationales, notamment le Checklist of Ferns and Lycophytes of the World, qui lui attribue trois espèces valides. Toutefois, certaines sources, comme Plants of the World Online (Kew), continuent de traiter Lateristachys comme un synonyme de Lycopodiella, illustrant la persistance de divergences dans la systématique des Lycopodiaceae.

### Morphologie générale
Le genre Lateristachys se distingue par une combinaison de caractères morphologiques végétatifs et reproductifs qui justifient sa reconnaissance comme genre à part entière, distinct notamment de Lycopodiella.
Les tiges sont généralement prostrées à ascendantes, parfois faiblement dressées, de consistance herbacée, et souvent ramifiées de manière irrégulière ou pseudodichotomique. Elles peuvent s’étendre sur plusieurs dizaines de centimètres et émettent des racines adventives depuis les nœuds inférieurs, ce qui permet une propagation végétative efficace dans les substrats saturés en eau. Les tiges fertiles ne sont pas fortement différenciées des tiges végétatives, contrairement à ce que l’on observe chez certains autres genres de la famille .
Les feuilles (ou microphylles) sont de petite taille (quelques millimètres), linéaires à lancéolées, disposées en spirale ou subspiralée le long de la tige. Elles sont homomorphes, sans distinction marquée entre les feuilles stériles et les sporophylles, et ne portent pas de ligule, ce qui est conforme à l’ensemble de la sous-famille .
Le trait morphologique le plus caractéristique de Lateristachys est la position de ses strobiles : ceux-ci sont latéraux, souvent sessiles, insérés à l’aisselle de feuilles normales ou à l’extrémité de courtes branches latérales peu différenciées. Cette disposition latérale contraste fortement avec celle des genres apparentés tels que Lycopodiella, dont les épis sont typiquement terminaux et portés par des rameaux spécialisés. Les strobiles eux-mêmes sont formés de sporophylles peu différenciés, portant chacun un unique sporange adaxial .
Les spores sont isospores, tétraédriques, dispersées par le vent. Leur surface varie selon les espèces mais présente typiquement une ornementation granuleuse ou finement réticulée. La germination est souterraine, lente, et dépendante d'une association symbiotique avec des champignons mycorhiziens, comme chez la majorité des Lycopodiaceae .
Cette combinaison de caractères : port généralement prostré, tiges peu différenciées, strobiles latéraux sessiles, et homomorphie foliaire, fait de Lateristachys un taxon bien individualisé au sein des lycopodes. Ces traits, déjà soulignés dans les travaux fondateurs de Josef Holub, ont été ultérieurement confirmés et appuyés par des études phylogénétiques , justifiant son maintien comme genre distinct dans les classifications modernes, dont celle du consortium .

### Répartition et habitat
Le genre Lateristachys, représenté actuellement par l’espèce Lateristachys diffusa, possède une répartition disjointe, restreinte à l’hémisphère sud. Son aire couvre principalement l’Australasie et certaines îles du Pacifique, avec des populations documentées en Australie orientale (notamment Tasmanie et Nouvelle-Galles du Sud), en Nouvelle-Zélande, en Nouvelle-Calédonie, en Papouasie-Nouvelle-Guinée et dans plusieurs îles du Pacifique Sud, comme les Fidji. Cette distribution fragmentée suggère une origine ancienne, probablement liée à une dispersion ou une fragmentation de type gondwanienne ,.
Les plantes du genre Lateristachys occupe des habitats hygrophiles bien particuliers, notamment les zones tourbeuses, les prairies subalpines humides, les lisières de forêts pluviales et les marécages montagnards. Elle préfère les sols pauvres, souvent acides, gorgés d’eau ou temporairement inondés, y compris sur substrats ultramafiques comme en Nouvelle-Calédonie. Dans ces environnements, elle croît en tapis dispersés ou en colonies basses, souvent en compagnie d'autres lycophytes, bryophytes et plantes acidophiles.
Morphologiquement adaptée à ces milieux instables, les Lateristachys développe des tiges rampantes enracinantes, favorisant la régénération végétative. La production de strobiles latéraux sessiles permet une reproduction sexuée discrète, bien que fortement dépendante des conditions microclimatiques. Les spores, dispersées par le vent, germent lentement et nécessitent une symbiose mycorhizienne, ce qui rend l’espèce vulnérable à toute modification de son habitat.
Du fait de cette spécialisation, les Lateristachys sont sensible aux pressions anthropiques : drainage des tourbières, modification du régime des feux, déforestation ou plantation d’espèces exotiques. Ces facteurs menacent plusieurs populations locales, particulièrement en Nouvelle-Zélande et en Australie, où des mesures de conservation ciblées ont été mises en œuvre ,.

## Espèces
A ce jour, il y a 4 espèces reconnues dans le genre par le Pteridophyte Phylogeny Group (PPG), :
- Lateristachys lateralis (type) (R.Br.) Holub, 1983
- Lateristachys diffusa (R.Br.) Holub, 1983
- Laterisatchys halconensis (R.Br.) Holub, 1983
- Lateristachys ramulosa (R.Br.) Holub, 1983